# Narayanpet
Narayanpet è una suddivisione dell'India, classificata come nagar panchayat, di 37.529 abitanti, situata nel distretto di Mahbubnagar, nello stato federato del Telangana. In base al numero di abitanti la città rientra nella classe III (da 20.000 a 49.999 persone).

## Geografia fisica
La città è situata a 16° 43' 60 N e 77° 30' 0 E e ha un'altitudine di 430 m s.l.m..

## Società

### Evoluzione demografica
Al censimento del 2001 la popolazione di Narayanpet assommava a 37.529 persone, delle quali 18.735 maschi e 18.794 femmine. I bambini di età inferiore o uguale ai sei anni assommavano a 5.038, dei quali 2.567 maschi e 2.471 femmine. Infine, coloro che erano in grado di saper almeno leggere e scrivere erano 21.762, dei quali 12.578 maschi e 9.184 femmine.